# Інститут програмних систем НАН України
Інститут програмних систем Національної академії наук України (ІПС НАН України) — наукова установа у складі відділення інформатики НАН України секції фізико-технічних і математичних наук Національної академії наук України.
Інститут займається фундаментальними і прикладними науковими дослідженнями у галузі програмування та інформаційних технологій, розробкою програмного забезпечення та впровадженням результатів наукових досягнень у державну, соціальну та оборонну сфери життєдіяльності України.
Інститут входить до складу Кібернетичного центру НАН України.

## Основні напрями діяльності
Основними завданнями Інституту є проведення фундаментальних та прикладних наукових досліджень
з метою одержання нових знань та їх використання для практичних цілей:
- Теоретичні та прикладні проблеми створення систем та технологій програмування
- Моделі і засоби програмної інженерії
- Проблеми оцінки і забезпечення якості, стандартизації та сертифікації програмних систем
- Формально-логічні основи, методи і засоби створення інтелектуальних інформаційних систем, банків даних та знань
- Математичні моделі, методи та програмне забезпечення для створення складних розподілених комп'ютерних систем

## Історія
У 1980 році з метою централізації робіт по розробці програмного забезпечення ЕОМ і систем на основі нових технологій програмування, уніфікації і типізації програмних засобів, організації їх розповсюдження, впровадження і супроводження в промисловому масштабі було створене Спеціальне конструкторсько-технологічне бюро програмного забезпечення Інституту кібернетики імені В. М. Глушкова НАН України (СКТБ ПО ІК НАН України). Очолив новостворений відділ доктор фізико-математичних наук, член-кореспондент АН УРСР Анатолій Стогній.
У 1992 році на основі бюро виник Інститут програмних систем Національної академії наук України. Очолив інститут доктор фізико-математичних наук, академік НАН України Пилип Андон. 
Зараз інститут очолює доктор технічних наук Ігор Сініцин.
За перші роки своєї діяльності науковці інституту створили різні версії інструментального середовища програмування ПАЛЬМА, що підтримує створення великих реляційних баз даних і прикладних програм; загальносистемні програмні засоби управління даними великих об'ємів і складної структури в автоматизованих інформаційних системах, системах обробки даних і управління ПРОК 1; CASE-систему автоматизації виробництва програм АПРОП-2 з режимом колективного доступу; моделюючий комплекс АЛСИМ-2 для комплексного моделювання складних технічних систем та інше.
Надалі колективи вчених інституту займалися:
- розвитком теоретичного апарату компонентного програмування із зовнішньою та внутрішньою компонентною алгеброю;
- розробкою об'єктно-компонентного методу проектування програмних систем;
- створенням та розвитком формальних моделей програм, інтерфейсів та середовищ і методології побудови програмних систем із типових і готових компонентів повторного використання;
- розробкою формального апарату та семантичних інструментально-технологічних та мовних засобів агентно-орієнтованого програмування;
- створенням методів паралельних обчислень для прикладних програмних систем, у межах яких отримала подальший розвиток алгебра алгоритміки, як теоретична основа автоматизації проектування паралельних алгоритмів і програм;
- розробкою інструментальної системи проектування і синтезу програмного забезпечення для паралельних і розподілених середовищ (багатоядерних, кластерних та ґрід);
- розробкою моделі (логіко-обчислювальної семантичної мережі) та програмно-інструментального середовища подання та обробки чітких і нечітких знань.
- розробкою моделей, методів та засобів створення інтелектуальних інформаційних систем у семантичному WEB-середовищі на основі агентного підходу;
- розробкою методів та моделей автоматизованої підтримки експертно-аналітичної методології прийняття рішень в мультиагентних комп'ютерних системах;
- створенням моделей і методів глибокого аналізу даних.

Інститутом розроблено і впроваджено в промислову, соціальну і оборонну сфери більше 80 проектів зі створення інформаційних технологій і комп'ютерних систем на замовлення Міністерства оборони України, Державної прикордонної служби України, Міністерства промислової політики України, Міністерства транспорту та зв'язку України, Державного космічного агентства України, Гідрометцентру України тощо. Серед них:
- глобальна автоматизована інформаційна система Прикордонних військ України (АІС «Гарт»);
- інтегрована міжвідомча інформаційно-телекомунікаційна система для контролю осіб, транспортних засобів та вантажів, які перетинають державний кордон України (система «Аркан»);
- спеціалізований моделюючий програмний комплекс «КОСМОНАВТ» для дослідження і оцінки стану кровообігу космонавтів на всіх етапах космічного польоту;
- інформаційні системи автоматизації повсякденної діяльності управлінь МО України та Генштабу ЗСУ;
- комплекс програмних засобів підтримки експертного ухвалення рішень «Ексгрунт» в складних, слабоформалізованих сферах діяльності (соціально-політичні, економічні, науково-технічні і т. п.);
- апаратно-програмний комплекс «Захист» для захисту локальних і мережних АРМ від несанкціонованого доступу з ідентифікацією користувачів електронними мікропроцесорними картками;
- інструментально-технологічний програмний комплекс проведення контент-аналітичних досліджень повнотекстових баз даних;
- інструментальні програмно-технологічні засоби для підтримки проектування і реалізації розподілених прикладних систем об'єктно-орієнтованого типу загального призначення;
- комп'ютерна система для формування і ведення аеронавігаційного пакету документів, даних і карт;
- система паралельних обчислень для оперативного і високоточного аналізу і прогнозування регіональних природних і техногенних процесів в атмосфері;
- ГІС-технологія дослідження впливу навколишнього середовища на стан здоров'я населення.

Інститут є базовою організацією з виконання Програми інформатизації НАН України, у рамках якої:
- створено академічну мережу обміну даними (АМОД);
- розроблено програмно-технологічний комплекс для підтримки діяльності установ НАН України;
- створено реєстр інформаційних ресурсів НАН України та інформаційно-пошукову систему;
- розроблено програмно-технічні засоби, технологію та методичне забезпечення для побудови наукових електронних бібліотек (НЕБ) НАН України;
- створено промисловий варіант централізованої НЕБ періодичних видань НАНУ;
- створено інтегровану систему пошуку у електронних бібліотеках України.

Інститут співпрацює з Державною науковою установою «Енциклопедичне видавництво» у створенні портальної версії Великої української енциклопедії на основі семантичних вікі-технологій.

## Загальна інформація
В інституті працює понад 109 співробітників, серед яких один академік НАН України, 7 докторів і 22 кандидати наук (технічних, фізико-математичних і біологічних). Співробітники інституту неодноразово були удостоєні державних та відомчих почесних звань, премій та нагород. Зокрема, Пилип Андон та Катерина Лавріщева стали лауреатами Державної премії України в галузі науки і техніки 2003 року за цикл наукових робіт «Теоретичні основи та інструментальні засоби розробки програмного забезпечення інформаційних технологій» у складі колективу. Сініцин Ігор Петрович, Шевченко Віктор Леонідович та Ільїна Олена Павлівна стали лауреатами лауреатами Державної премії України в галузі науки і техніки 2020 року (в області програмного забезпечення управління оборонними ресурсами)
При інституті працює аспірантура за програмою підготовки здобувачів ступеня доктора філософії за спеціальністю 122 Комп'ютерні науки. Освітня підготовка аспірантів здійснюється спільно з Національним університетом «Києво-Могилянська академія».
Інститут є:
- членом міжнародних наукових асоціацій Association for Computing Machinery (АСМ) та IEEE Computer Society (США);
- членом Міжнародної організації зі стандартизації (ISO) в рамках підкомітету «Інженерія програмних засобів»;
- членом Асоціації європейських національних спілок дослідження операцій;
- ініціатором створення українського відділення Association for Computing Machinery (АСМ), яке було зареєстровано в АСМ на початку 2008 року.

ІПС НАН України є засновником і видавцем наукового журналу «Проблеми програмування» та  співзасновником міжнародної конференції з програмування «УкрПРОГ».

## Основні наукові досягнення
Інститут виконує фундаментальні та прикладні дослідження, найбільш вагомими науковими результатами яких є:
- Розроблено модель продуктивності виводу в загорткових нейронних мережах для задач розпізнавання об’єктів та запропоновано метод її оцінки на основі пам‘яті нейромережевих застосунків для прогнозування їх виконання у вбудованих системах.
- Розроблено нову паралельну реалізацію техніки нейроеволюції наростаючих топологій для розв’язання задач автоматизації управління на основі машинного навчання з підкріпленням.
- Створено систему прогнозу погоди підвищеної просторової роздільності для території України на основі використання методу вкладених сіток.
- Запропоновано вдосконалення репозиторіїв формальних засобів побудови адаптивного композитного сервісу налаштованими техніками навчання з підкріпленням для надання сервісу налаштування техніками навчання з підкріпленням для надання сервісу додаткової властивості часткової само-адаптивності.
- Розроблено методологія інтерпретації темпоральних операторів.
- Розроблено концепцію та реалізацію архітектури з організації аналітичного сховища великих даних на основі інфраструктури Google Cloud Platform.
- Розроблено прикладне сервіс-орієнтоване програмне забезпечення для модулювання та виводу інформації з середовища Big Data на основі технологій Neo4j та PHP з оптимізацію виводу інформації та з підтримкою моделі якості та з імпортом даних через технологію ETL.
- Розгорнуто та апробовано програмні засоби IRODS та GitLAB, які можуть бути використані в якості прототипів репозиторіїв первинних даних та програмного забезпечення національного рівня.
- Створена модель віртуальної клітини. Модель описує динаміку метаболізму та синтезу і використання енергії (молекул АТФ).
- Розроблено технології підтримки прийняття рішень щодо захисту інформаційних систем НАН України від атак та інцидентів “нульового дня”, які є найбільш небезпечними і непередбачуваними.
- Виконано відновлення інформаційної інфраструктури НАН України після масштабних кібератак державних доменів російською агресією. Проведено комутацію нових серверів та маршрутизатора в інфраструктуру серверного приміщення Інститутів НАН України та перенесення інформаційної інфраструктури НАН України на нові обчислювальні потужності. Організовано технічну та нормативну взаємодію з Ситуаційним центром забезпечення кібербезпеки Служби безпеки України для протидії кіберзагрозам в межах інформаційної інфраструктури НАН України.
- Розроблено системи формалізованих технологічних процедур для побудови моделі якості бізнес-процесу та її спеціалізації для сфери управління оборонними ресурсами ЗС України у форматі системи індикаторів стану ресурсів.
- Розроблено проект рішення впровадження у дослідну експлуатацію інформаційно-комунікаційної системи LOGFAS.

## Структура

### Науково-дослідні підрозділи
Станом на березень 2023 у складі інституту сім науково-дослідних відділів:
- Відділ інформаційно-комунікаційних систем спеціального призначення
- Відділ теорії комп’ютерних обчислень
- Відділ автоматизованих систем організаційного управління
- Відділ автоматизованих систем програмно-цільового управління
- Відділ проблем моделювання та надійності людино-машинних систем
- Відділ проблем практичної інформатики
- Відділ автоматизованих інформаційних систем, зав. відділом Андон Пилип Іларіонович

### Аспірантура
У Інституті діє аспірантура з новими правилами підготовки докторів філософії (ліцензія від 19.07.2016 Наказ МОН України № 856). Підготовка здійснюється за спеціальністю 122 “Комп’ютерні науки та інформаційні технології” спільно із Національним університетом “Києво-Могилянська академія”.
В даний час в аспірантурі навчаються 23 аспіранти очної форми навчання.

### Видавнича діяльність
ІПС НАН України є засновником і видавцем наукового журналу «Проблеми програмування», ISSN 1727-4907, Свідоцтво про внесення до Державного реєстру суб`єкта академічної справи серії ДК №544 від 27.07.2001 р. Науковий журнал “Проблеми програмування” заснований у 1999 році та занесений до переліку наукових видань ВАК України, в яких можуть публікуватися результати досліджень українською  та англійською мовами.

### Конференції
Інститут програмних систем НАН України є співорганізатором міжнародної наукової конференції з програмування УкрПРОГ. Ця конференція регулярно проводиться кожні 2 роки.
Підготовлено та проведено 13 конференцій УкрПРОГ (1998 р., 2000 р., 2002 р., 2004 р., 2006 р., 2008 р., 2010 р., 2012 р., 2014 р., 2016 р.  2018 р., 2020 р., 2022 р.).
Матеріали конференції публікуються у спеціальному випуску журналу “Проблеми програмування” та індиксуються в міжнародній наукометричній базі SCOPUS .
Метою конференції  є висвітлення найважливіших досягнень у науці та практиці програмування і програмної інженерії та визначення головних напрямків розвитку цієї ділянки науки і технології.
Тематичні напрямки конференції:
- теоретичні і методологічні основи програмування;
- паралельне програмування розподілених систем і мереж;
- методи і засоби програмної інженерії;
- формальні методи програмування;
- моделі і засоби систем баз даних та знань;
- освітні та навчальні аспекти програмування;
- інформаційні системи;
- захист інформації;
- інструментальні засоби та середовища програмування;
- прикладне програмне забезпечення.

Робочими мовами конференції є українська та англійська.